# Pidgin (phần mềm)
Pidgin là chương trình nhắn tin nhanh (IM) hỗ trợ đa hệ điều hành có thể hoạt động với nhiều giao thức gửi và nhận tin khác nhau. Trước đây Pidgin có tên Gaim từ sau version 2.0 Gaim chính thức đổi tên thành pidgin, cũng như Gaim, pidgin là phần mềm tự do, sử dụng giấy phép GNU General Public License.

## Tính năng
- Hỗ trợ nhiều hệ điều hành. Bao gồm hầu hết các họ Unix (linux, MacOS, BSD) cùng window
- Hỗ trợ nhiều giao thức gửi nhắn tin (19 giao thức nếu cài thêm plug-in).
- Hỗ trợ quản lý nhiều tài khoản.
- Cửa sổ gửi/nhận tin nhắn hỗ trợ tab.
- Lưu các tin nhắn đã gửi/nhận.
- Gom chung nhiều bạn chat vào cùng một tên.
- Kiểm tra chính tả tin nhắn.
- Hỗ trợ NSS - một phương pháp mã hóa thông tin, nhằm bảo mật cho tin nhắn.
- Hỗ trợ việc cài thêm plug-in để tăng tính năng cho phần mềm.

### Các giao thức hỗ trợ
Phiên bản Gaim 1.5 hỗ trợ các giao thức:
- .NET Messenger Service (còn gọi MSN Messenger, chỉ hỗ trợ một phần, không ổn định, đến pidgin đã được cải tiến đáng kể)
- OSCAR (AIM/ICQ)
- Jabber (XMPP)
- Gadu-Gadu
- Internet Relay Chat
- Novell GroupWise
- OpenNAP
- SILC
- Yahoo! Messenger
- Zephyr

Pidgin 2.0.0 hỗ trợ thêm:
- Lotus Sametime (trước đây phải cài thêm plug-ins: gaim-meanwhile Lưu trữ ngày 2 tháng 6 năm 2007 tại Wayback Machine plugin)
- Session Initiation Protocol (SIP) (hiện thời chỉ hỗ trợ chat)

Hỗ trợ thông qua plugins:
- DirectNet
- IMPS, plugin cung cấp tại Smart VAS
- Tlen.pl, plugin cung cấp tại SourceForge
- Xfire, plugin cung cấp tại gfire Lưu trữ ngày 8 tháng 6 năm 2007 tại Wayback Machine
- RVP, plugin cung cấp tại Fabien Carrion

## Đổi tên
Ban đầu Gaim có tên GTK+ AOL Instant Messenger. Do bị áp lực từ công ty AOL, nhóm lập trình đã đổi tên thành gaim. Khi phần mềm nhắn tin AOL Instant Messenger trở nên nổi tiếng, ba chữ "AIM" thành thương hiệu của AOL và họ buộc gaim phải đổi tên. Cuộc đấu pháp lý kéo dài, nhóm lập trình của Pidgin cố giữ mọi chuyện chỉ "lưu hành nội bộ", không thông báo trên trang web.
Đến ngày 6 Tháng 4, 2007, Nhóm lập trình mới thông báo kết quả dàn xếp của họ với AOL, theo đó gaim và nhiều thành phần khác phải đổi tên. Gaim trở thành Pidgin, liggaim trở thành libpurple, gaim-text trở thành finch
.